# Aberdour
Aberdour är en ort i Storbritannien.   Den ligger i kommunen Fife och riksdelen Skottland, i den centrala delen av landet, 500 km norr om huvudstaden London. Aberdour ligger 11 meter över havet och antalet invånare är 1 742.
Terrängen runt Aberdour är platt. Havet är nära Aberdour åt sydost. Runt Aberdour är det ganska tätbefolkat, med 155 invånare per kvadratkilometer. Närmaste större samhälle är Edinburgh, 13,0 km sydost om Aberdour. Trakten runt Aberdour består i huvudsak av gräsmarker.